# 毛毡草
毛毡草（学名：Blumea hieracifolia），又名毛將軍，是菊科艾纳香属的植物。分布于缅甸、尼西亚、巴勒斯坦、中南半岛、菲律宾、台湾岛、印度以及中国大陆的云南、广西、广东、贵州、福建等地，生长于海拔100米至1,600米的地区，多生于草地、路旁、田边和山丛中，目前尚未由人工引种栽培。